# ولفگانگ لووه
ولفگانگ لووه (آلمانی: Wolfgang Löwe؛ زادهٔ ۱۴ ژوئن ۱۹۵۳) بازیکن والیبال اهل آلمان شرقی بود.